# Chanson de Gaufrey
La Chanson de Gaufrey est une chanson de geste du cycle carolingien composée au milieu du XIIIe siècle par un auteur anonyme. Elle raconte l'histoire des douze fils de Doon de Mayence et surtout de son aîné, Gaufrey. Elle est connue par un unique manuscrit, conservé à la bibliothèque de la faculté de médecine de Montpellier.

## Histoire
Garin est assiégé dans son château de Montglane par le roi des Sarrasins Gloriant et appelle Doon de Mayence à son secours. Ses douze fils devaient aller guerroyer en Syrie mais font fuir les Sarrasins, qui parviennent toutefois à emmener Doon et Garin comme prisonniers. Ils demeurent captifs sept ans. Pendant ce temps, chacun des douze fils se marie, et Grifon donne naissance à Ganelon, le fameux traître de la Chanson de Roland. Gaufrey épouse Passerose, avec laquelle il enfante Ogier le Danois. Les fils de Doon et de Garin délivrent leurs parents, Robastre tue Gloriant, obtient la couronne et fait baptiser sa veuve, Mandagloire.